# Janet McCallum
Janet Hutchinson (Jenny) McCallum, verheiratete Richardson (* 21. Juli 1881 in Dunfermline, Fife; † 24. März 1946 in Pretoria, Südafrika) war eine schottisch-britische Gewerkschafterin und Suffragette aus der Arbeiterklasse. Als Mitglied der Women’s Freedom League (WFL) organisierte sie Veranstaltungen in Schottland und nahm an Demonstrationen in London teil. Nach einem Protest im Unterhaus wurde sie verhaftet und verbrachte einige Zeit im Holloway Prison. Später wurde sie hauptamtliche Organisatorin der Scottish Textile Workers Union. 1919 initiierte sie einen von Frauen geführten Mietstreik der Mieter von Rosyth.

## Leben

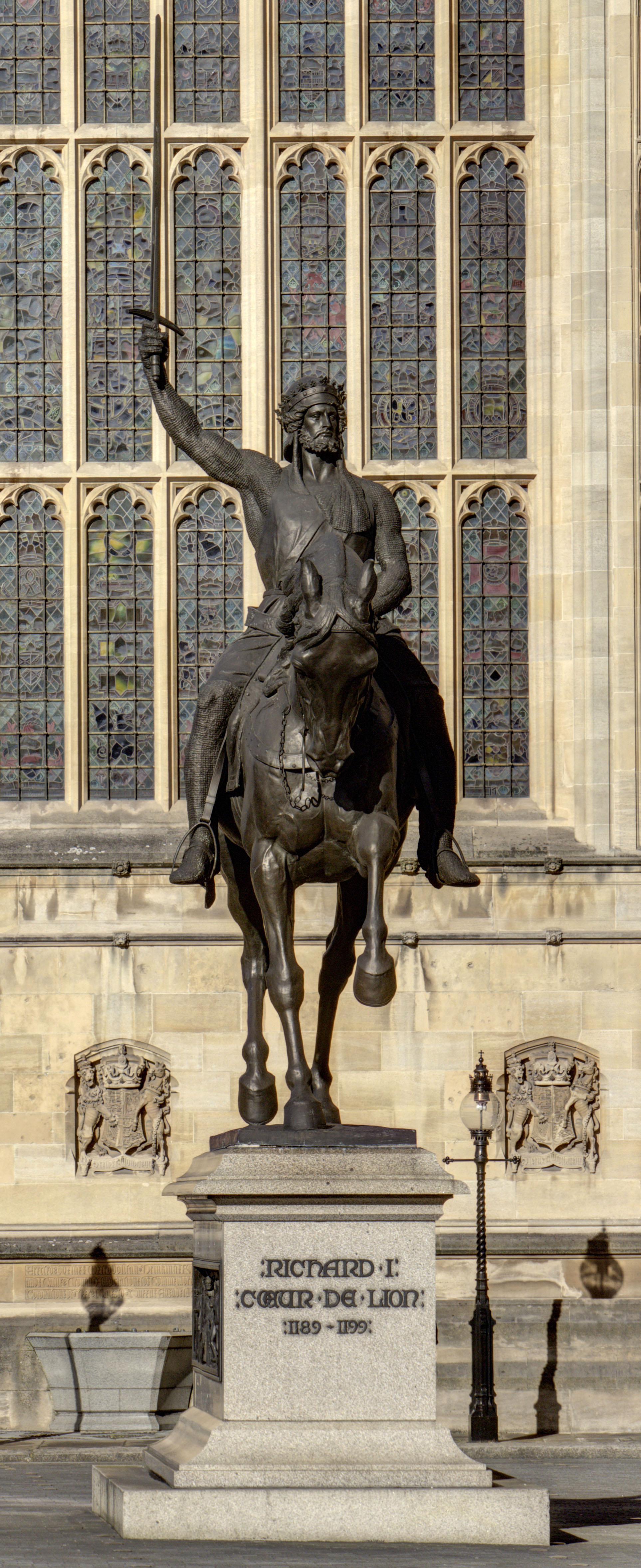
Statue von Richard I., Palace of Westminster

McCallum wurde als ältestes der dreizehn Kinder von John (1857–ca. 1905), einem Steinmetz der am Bau der Forth Bridge beteiligt war, und Janet McCallum (1860–1933) geboren. Sie verbrachte ihre frühe Kindheit in der Stadt Inverkeithing und besuchte wahrscheinlich die St Leonard's Primary School in Dunfermline. Bis 1908 arbeitete sie in der Leinenweberei Mathewson’s als Wicklerin. Es war ungewöhnlich, dass sie sich als Frau aus der Arbeiterklasse in der Frauenwahlrechtsbewegung engagierte.
Als junge Frau engagierte sich McCallum in der Gewerkschaftsbewegung. Im Jahr 1907 organisierte sie eine Demonstration, bei der die nationalen Führerinnen der Women’s Social and Political Union (WSPU), darunter Christabel Pankhurst, nach West Fife kamen. Im Oktober desselben Jahres nahm sie in Glasgow an einer Konferenz zum Thema Ausbeutungsbetriebe teil, was für sie angesichts ihrer Arbeit in einer Fabrik von Interesse gewesen sein dürfte.
McCallum organisierte und leitete auch Versammlungen unter freiem Himmel, oft zusammen mit Anna Munro von der Women’s Freedom League (WFL), einer Abspaltung der WSPU, die sich gegen die autokratische Führung der Pankhursts wandte. 1908 schlossen sich McCallum und ihre Schwester der WFL an. Im Sommer 1908 war McCallum an Kampagnen bei Nachwahlen in den Hochburgen der Liberal Party beteiligt, um deren Mehrheit zu schwächen.
Am 27. Oktober 1908 nahm sie in London an einer koordinierten Demonstration teil, die von der WFL organisiert wurde. Einem Zeitungsbericht zufolge fanden mehrere Aktionen zur gleichen Zeit statt. Eine Gruppe von Frauen befand sich in der Ladies’ Gallery des Unterhauses und begann zu rufen: „Mr. Speaker, Mitglieder der liberalen Regierung, wir haben lange genug hinter dem Gitter zugehört. Die Frauen Englands fordern das Wahlrecht.“ Gleichzeitig wurde ein Plakat durch das Gitter der Ladies’ Gallery geschoben, auf dem stand: „Women's Freedom League demand votes for women“. Im Old Palace Yard vor dem Palace of Westminster fand eine Demonstration statt, in der auch McCallum war, und eine Zeitung berichtete, dass „vier sehr sportliche Suffragetten“ auf die Statue von Richard Löwenherz kletterten. Als McCallum verhaftet wurde, sagte ein Polizist zu ihr: „Gehen Sie weg, Sie sind Schottin.“ In Berichten über ihren Prozess wurde sie als „kleines schottisches Mädchen mit ausgeprägtem Akzent“ beschrieben und als Witzfigur behandelt. Sie wurde vor die Wahl gestellt, entweder eine Geldstrafe von 5 Pfund zu zahlen oder eine Haftstrafe zu verbüßen, und entschied sich für eine einmonatige Haftstrafe. Sie verbrachte fünf Tage im Holloway Prison, bevor sie aus gesundheitlichen Gründen entlassen wurde.
Nach ihrer Entlassung aus dem Gefängnis reiste sie im Auftrag der WFL nach Glasgow und verbrachte einige Zeit in deren Hauptquartier in der Stadt.
Am 18. Juni 1910 nahm sie an einer großen Demonstration in London teil, einem der ersten von der Wahlrechtsbewegung organisierten Massenaufmärsche. Sie marschierte in einer Gruppe von „Prisoners“, Suffragetten, die für die Sache bereits inhaftiert worden waren.
Als Lohnempfängerin war McCallums Einkommen wichtig für ihre Familie. Als sie in ihre Heimatstadt Dunfermline zurückkehrte, wurde sie von ihrem Arbeitgeber auf eine schwarze Liste gesetzt, und es dauerte ein Jahr, bis sie eine neue Stelle in einer Textilfabrik bekam. Sie nahm ihre gewerkschaftlichen Aktivitäten wieder auf und wurde hauptamtliche Organisatorin der Scottish Textile Workers Union.
Im Jahr 1919 trat McCallum in einer Auseinandersetzung mit der Scottish National Housing Company, deren Mieterin sie war, in den Vordergrund. Sie machte auf die Mieter von Rosyth aufmerksam, die sich an einem von Frauen angeführten Mietstreik beteiligten. Sie organisierte eine Reihe von Versammlungen, Märschen und Streikposten. Der Streit führte dazu, dass einige Mieter vor Gericht erschienen, und McCallum gelang es, Sylvia Pankhurst zu vermitteln, die in ihrem Namen sprach.
Am 17. Dezember 1915 heiratete McCallum Harry Richardson, einen Maschinenschlosser in den Rosyth Dockyards. Sie hatten drei Kinder. In den 1920er Jahren beschlossen sie nach Südafrika auszuwandern, da es in Schottland kaum Arbeit gab. McCallum starb 1946 in Pretoria.